# 12341 Calevoet
A 12341 Calevoet (ideiglenes jelöléssel 1993 BN4) a Naprendszer kisbolygóövében található aszteroida. Eric Walter Elst fedezte fel 1993. január 27-én.